# Малый Букор
Малый Букор — деревня в Пермском крае России. Входит в Чайковский городской округ.

## География
Село расположено на реке Букорок (приток реки Сайгатка), примерно в 13 км к юго-востоку от города Чайковского.

## Население
| 2010 |
| ---- |
| 180  |

## История
С декабря 2004 до весны 2018 года деревня входила в Большебукорское сельское поселение Чайковского муниципального района.

## Улицы
В деревне имеются улицы:
- Василия Стерхова ул.
- Весенняя ул.
- Заречная 2-я ул.
- Заречная ул.
- Калиновая ул.
- Парковая ул.
- Первомайская ул.
- Первоцветная ул.
- Покровская ул.
- Рождественская ул.
- Рябиновая ул.
- Соборная ул.
- Спасская ул.
- Троицкая ул.

## Топографические карты
- Лист карты O-40-109 Чайковский. Масштаб: 1 : 100 000. Состояние местности на 1982 год. Издание 1983 г.